# Шантацара
Шантацара (абаз. ШанцӀара) — река в России, протекает в Карачаево-Черкесии. Устье реки находится в 67 км от устья Большой Лабы по правому берегу. Длина реки — 12 км, площадь водосборного бассейна — 67,9 км².

## Данные водного реестра
По данным государственного водного реестра России относится к Кубанскому бассейновому округу, водохозяйственный участок реки — Лаба от истока до впадения реки Чамлык. Речной бассейн реки — Кубань.
Код объекта в государственном водном реестре — 06020000712108100003465.